# راکیا
راکیا (به صربی: Raklja) یک منطقهٔ مسکونی در صربستان است که در الکساندراواک واقع شده‌است. راکیا ۶۵۱ نفر جمعیت دارد.